# Galium fuscum
Galium fuscum är en måreväxtart som beskrevs av Martin Martens och Henri Guillaume Galeotti. Galium fuscum ingår i släktet måror, och familjen måreväxter.

## Underarter
Arten delas in i följande underarter:
- G. f. altiplanicum
- G. f. fuscum
- G. f. guerrericum
- G. f. hypadenium